# 大點波魚
大點波魚（学名：Rasbora kalochroma），又稱彩虹波魚，為輻鰭魚綱鯉形目鯉科的其中一個種。

## 分布
本魚分布於馬來半島、新加坡及印尼蘇門答臘、婆羅洲的溪流。

## 特徵
本魚背鰭後部和臀鰭前部之間有一塊藍黑斑，背鰭和鰓蓋間中部位置有塊小一些的黑斑，橘紅色的魚體上遍布紫色發亮的鱗片，有些魚的魚體上還會遍布更多的斑點。頭小眼大，體色橙橘紅色，在光線照射下會有彩虹般的色澤，魚鰭呈黃色。體長可達10公分。

## 生態
本魚棲息於淡水溪流中，屬雜食性，性情溫和，喜歡群游。

## 經濟利用
為觀賞性魚類，不易捕獲，在中性、硬度適中的淡水中養殖效果最好。